# نائومی گراسمن
نائومی گراسمن (انگلیسی: Naomi Grossman؛ زادهٔ ۶ فوریهٔ ۱۹۷۵) تهیه‌کننده فیلم، بازیگر و فیلم‌نامه‌نویس اهل ایالات متحده آمریکا است. وی دانش‌آموختۀ رشتۀ تئاتر در دانشگاه نورث‌وسترن است.
از فیلم‌ها یا برنامه‌های تلویزیونی که وی در آن نقش داشته‌است، می‌توان به داستان ترسناک آمریکایی: نمایش عجایب، شرکت ترس و داستان ترسناک آمریکایی: تیمارستان اشاره کرد.